# Šaronje, Novi Pazar
Šaronje (izvirno srbsko Шароње) je naselje v Srbiji, ki upravno spada pod Mesto Novi Pazar; slednja pa je del Raškega upravnega okraja.

## Demografija
V naselju živi 318 polnoletnih prebivalcev, pri čemer je njihova povprečna starost 42,6 let (40,9 pri moških in 44,3 pri ženskah). Naselje ima 92 gospodinjstev, pri čemer je povprečno število članov na gospodinjstvo 3,71.
To naselje je popolnoma srbsko (glede na rezultate popisa iz leta 2002).
|  |

| Demografija | Demografija     | Demografija     |
| Leto        | Št. prebivalcev | Št. prebivalcev |
| ----------- | --------------- | --------------- |
|             |                 |                 |
|             |                 |                 |
|             |                 |                 |
|             |                 |                 |
| 1948        | 538             |                 |
| 1953        | 574             |                 |
| 1961        | 581             |                 |
| 1971        | 533             |                 |
| 1981        | 459             |                 |
| 1991        | 397             | 371             |
| 2002        | 401             | 398             |
|             |                 |                 |

| Etnična sestava po popisu iz leta 2002 | Etnična sestava po popisu iz leta 2002 | Etnična sestava po popisu iz leta 2002 | Etnična sestava po popisu iz leta 2002 | Etnična sestava po popisu iz leta 2002 |
| -------------------------------------- | -------------------------------------- | -------------------------------------- | -------------------------------------- | -------------------------------------- |
| Srbi                                   | Srbi                                   |                                        | 398                                    | 100,0%                                 |
| Neznano                                | Neznano                                |                                        | 0                                      | 0,0%                                   |